# Grabovac (gmina Svilajnac)
Grabovac (cyr. Грабовац) – wieś w Serbii, w okręgu pomorawskim, w gminie Svilajnac. W 2011 roku liczyła 917 mieszkańców.